# Senlis, Pas-de-Calais
Senlis là một xã ở tỉnh Pas-de-Calais, vùng Norde-Pas-de-Calais của Pháp.

## Địa lý
Senlis có cự ly 15 dặm Anh (24 km) về phía đông Montreuil-sur-Mer trên đường D104.

## Dân số
| 1962                                                         | 1968 | 1975 | 1982 | 1990 | 1999 | 2006 |
| ------------------------------------------------------------ | ---- | ---- | ---- | ---- | ---- | ---- |
| 188                                                          | 189  | 205  | 190  | 176  | 166  | 198  |
| Số liệu điều tra dân số từ năm 1962: Dân số không tính trùng |      |      |      |      |      |      |

## Địa điểm nổi bật
- Nhà thờ Notre-Dame, thế kỷ 13